# Batalha de Kinburn (1855)
A Batalha de Kinburn foi uma batalha naval da Guerra da Crimeia, ocorrida em 17 de outubro de 1855.
1. ↑  «Reino Unido». doi.org. 2 de setembro de 2019. Consultado em 7 de julho de 2025